# Sherbro jezik
Sherbro jezik (ISO 639-3: bun; amampa, mampa, mampwa, shiba, južni bullom), nigersko-kongoanski jezik uže skupine bullom-kissi, kojim govori oko 135 000 (1989 Kaiser) iz istoimenog plemena Sherbro u provinciji Southern u Sijera Leone.
Leksički mu je najbliži bullom so, 66%–69%, s kojim čini sjevernu bullomsku podskupinu. Ima nekoliko dijalekata: shenge sherbro, sitia sherbro, ndema sherbro i poluotočni sherbro. Najvažniji među njima je shenge.

## Vanjske poveznice
- Ethnologue (14th)
- Ethnologue (15th)